# Valuberti
Valuberti è una frazione del comune di Castiglion Fiorentino, in provincia di Arezzo. Si trova nella parte occidentale della Val del Nestore, tributario del fiume Tevere.

## La località
Il paese, descritto nel catasto granducale del 1648, ha origini di poco precedenti a tale data, anche se il luogo era abitato già in epoca precedente. Infatti nelle decime del 1570 sono censite alcune abitazioni ed un "Mulinaccio".
Il paese nel XIX secolo conobbe un ampliamento del numero di abitazioni; al 1853 si fa risalire l'ammodernamento della piccola chiesa esistente lungo l'unica strada. Abitato per lo più da contadini e boscaioli, venne abbandonato nel XX secolo. Negli anni Settanta divenne sede di una comunità hippy. Recentemente è stato sapientemente restaurato ed attualmente le poche case esistenti appartengono a italiani e cittadini stranieri che trascorrono in questi luoghi le loro vacanze.

## L'ubicazione
Il borgo di Valuberti si trova non lontano dall'antica strada di valico che congiungeva la valle del Nestore con la Val di Chio transitando per il valico della Montanina.
Il Borgo è attraversato da un'antica strada, detta "dei Meli", che congiunge la valle del Nestore con la valle di Chio e, passando per il minuscolo villaggio detto I Meli, sale fino a raggiungere il crinale nei pressi dei ruderi del castello della Montanina e della cosiddetta casa delle Rolle.

## Fiume
Vicino a Valuberti, nel territorio dell'antico comune della Montanina, arroccato su una pendice sul torrente Nestore, giace dimenticato il piccolo borgo di Fiume, che consta di poche case in pietra toscana. Esso non è segnato nemmeno nelle cartine topografiche, essendo presente solamente in quelle catastali a partire dal Catasto lorenese. Nelle mappe topografiche si trova solo l'indicazione della casa detta La Sassa, situata poco ad est del villaggio.
Da Fiume la strada prosegue fino a giungere ad un ponte in legno sul fiume Nestore che porta fino alla casa abbandonata del Pianale e al podere Ranchigiano, nel comune di Cortona.

## Immagini varie

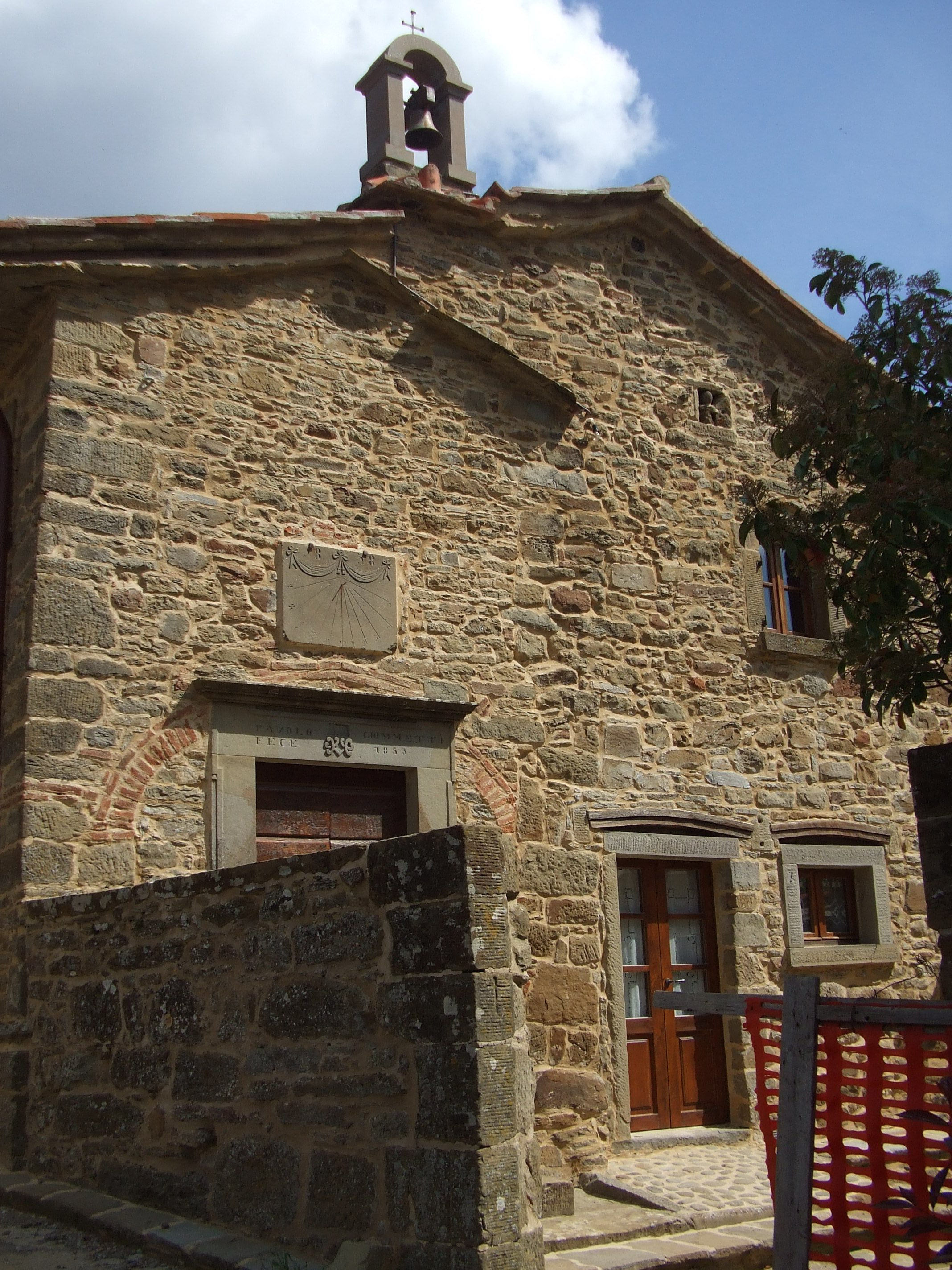
La chiesetta di Valuberti
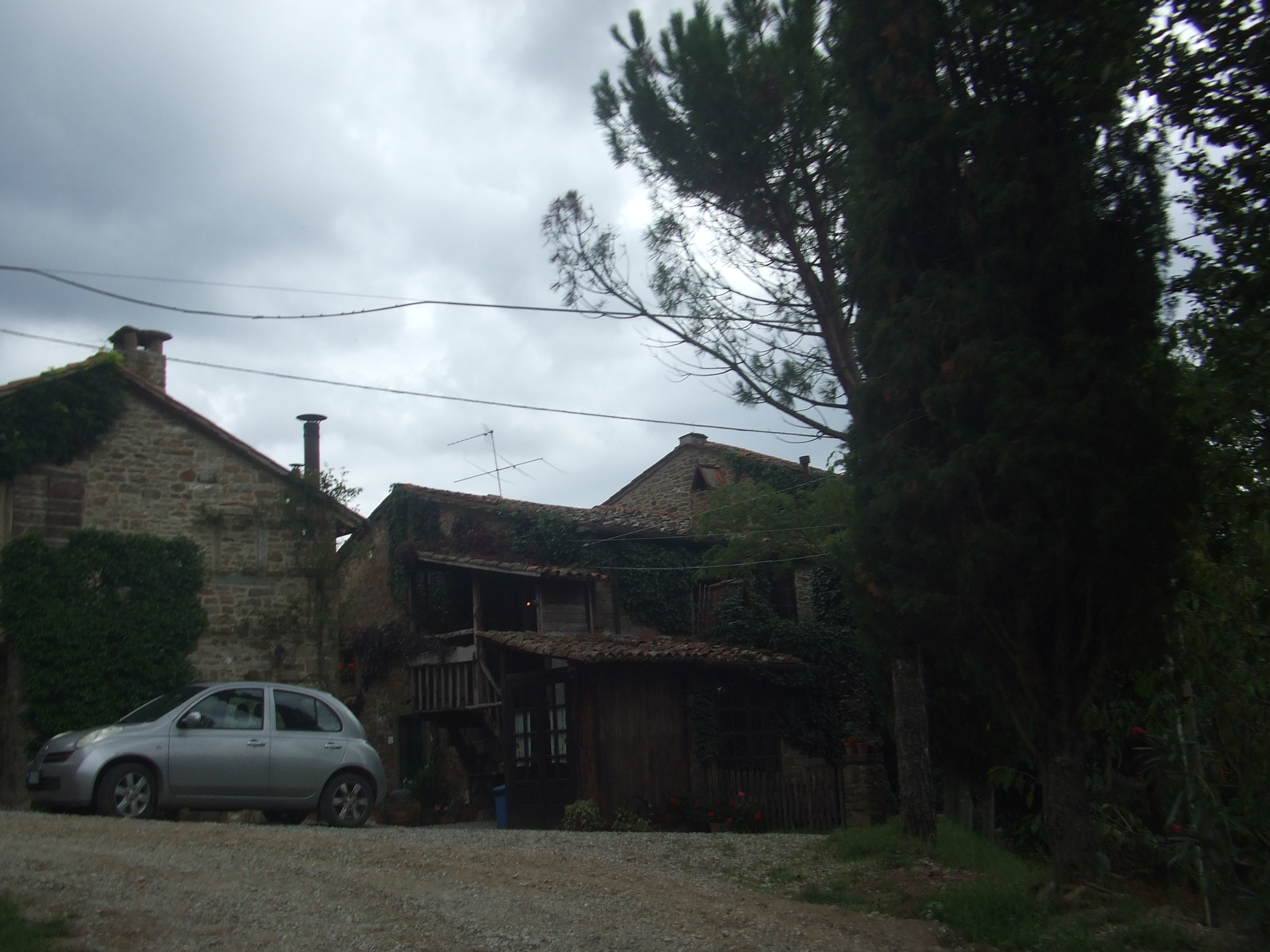
Una caratteristica abitazione di Valuberti
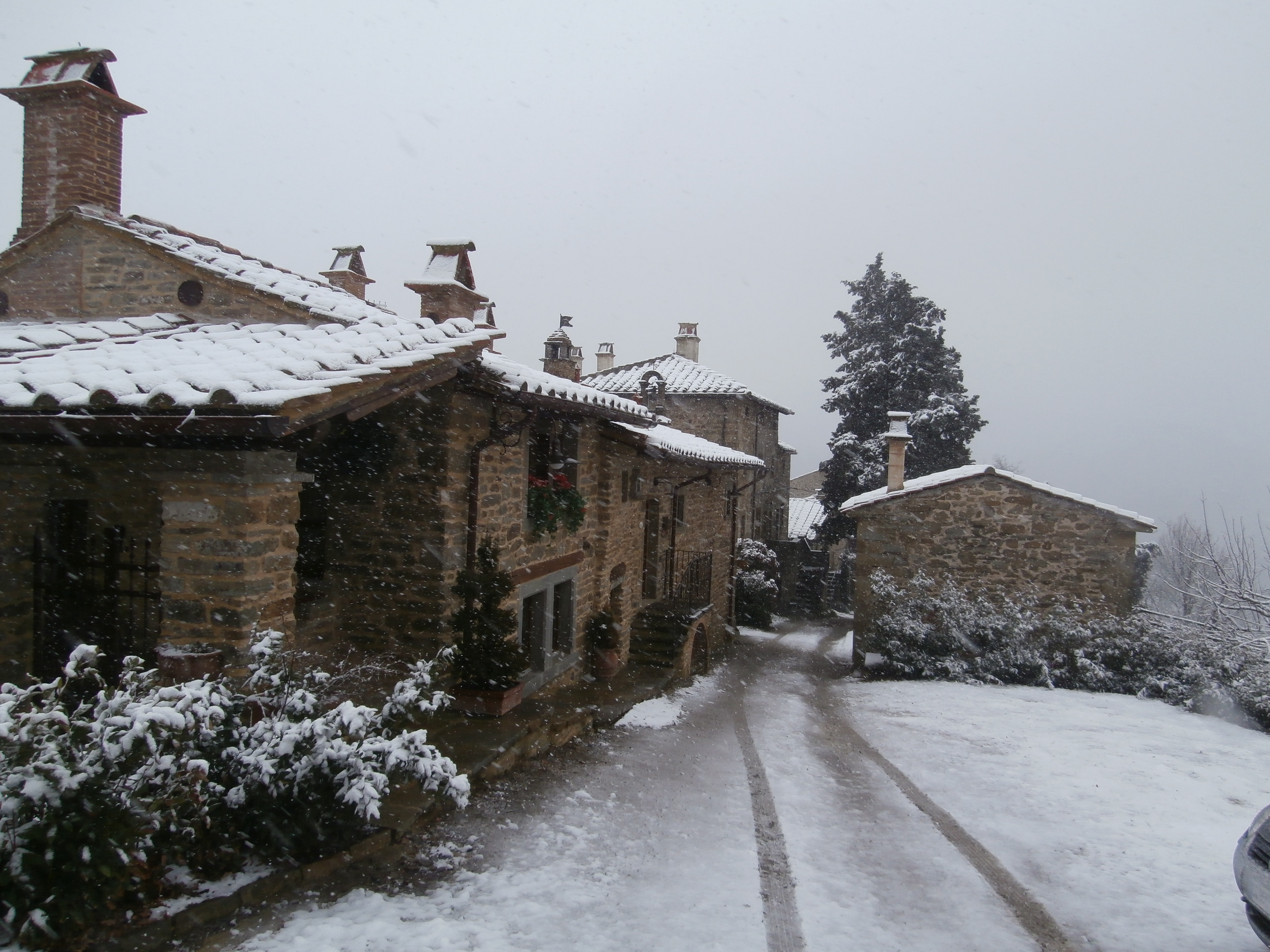
Valuberti sotto la neve
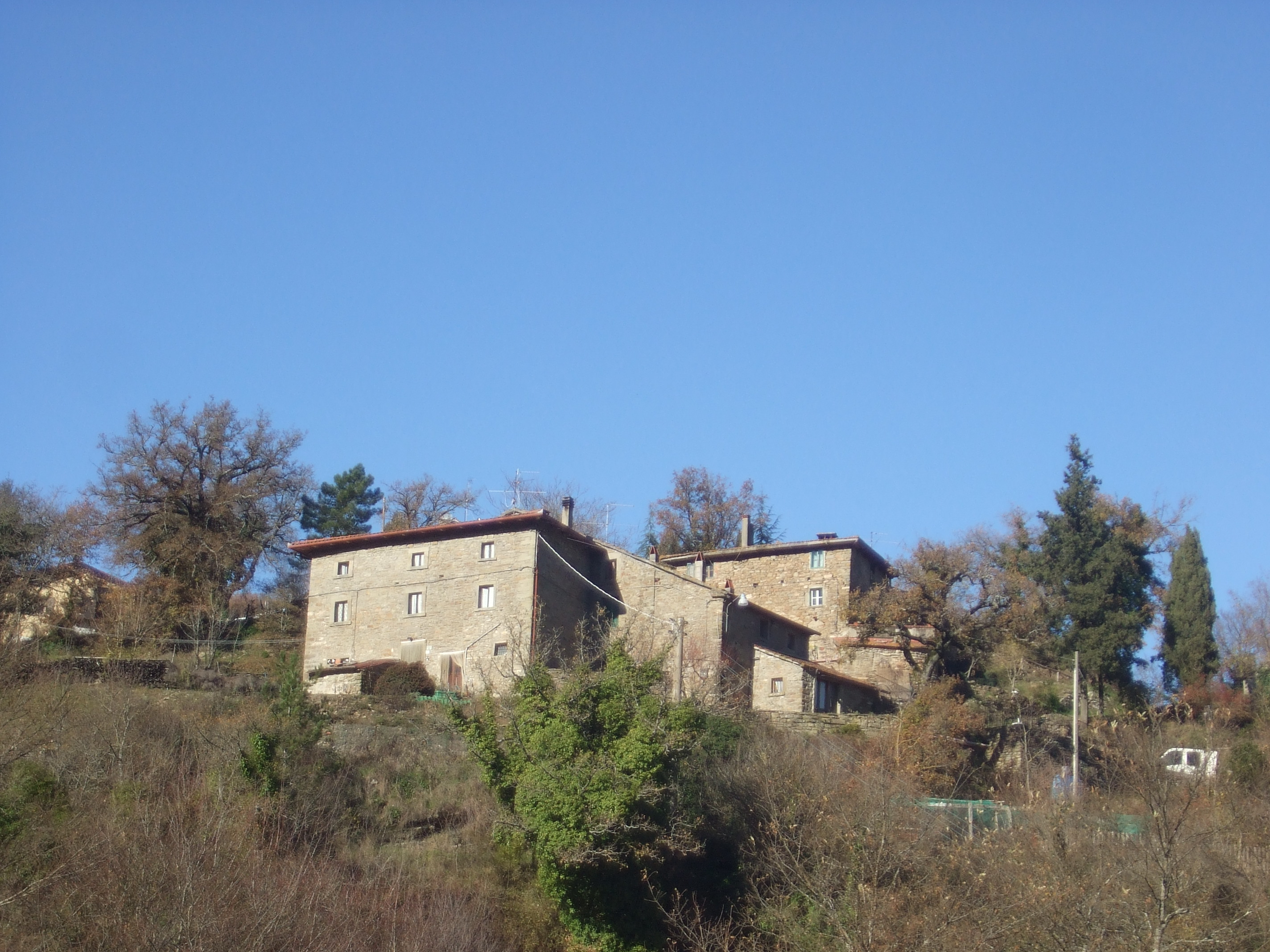
Il villaggio di Fiume